# Championnat de France féminin de handball 1952-1953
Navigation
Saison 1951-1952 Saison 1953-1954
Le championnat de France 1952-1953 est la 2e édition du Championnat de France féminin de handball disputé à sept. Jusqu'alors, c'est dans sa version à 11 joueuses sur un terrain de football qui prévaut et donne lieu à un championnat de France.
Le titre de champion de France est conservé par l'École Simon-Siégel, victorieuse en finale de l'US Métro. Le CSL Dijon et le CA Saint-Fons ont été battus en demi-finale. 

## Modalités
Un tour préliminaire oppose 40 équipes en onze poules régionales qualifiant un clubs pour la phase finale disputée suivant une formule de coupe.
Cinq clubs sont exempts du premier tour : les quatre quarts de finalistes de la saison précédente (l'École Simon-Siégel, le Paris UC, le Fémina Sport et le CA Saint-Fons) et l'US Métro.

## Tour préliminaire
La première journée a été jouée le dimanche 14 décembre 1952,.
La seconde journée a été jouée le dimanche 21 décembre 1952,.
La dernière journée a eu lieu le dimanche 11 janvier 1953. 
Trois matches ont été remis au 18 janvier (Rennes EC-HBC Yonnais, Poitiers EC-ASPTT Bordeaux et O. Marseille-SMFUC), sans que cela ne change l'équipe qualifiée pour la phase finale. De plus, l'AS Drancy, qui avait aligné deux joueuses non qualifiées, a été disqualifiée.

Le classement final est :

### Poule I
Résultats
- SNUC bat Rennes EC 20-0
- HBC Yonnais bat Namnéta Sports 6-3
- Namneta Sp. bat Rennes EC 3-2
- St. Nantais UC bat HBC Yonnais 4-2
- Namneta Sp. bat S. Nantais UC 2-1
- Rennes EC-HBC Yonnais reporté au 18/01

Classement
1. S. Nantais UC 7 pts ( + 21)
2. Nanmeta Sports Nantes 7 pts (—1)
3. HBC Yonnais 4 pts (2 m.)
4. Rennes EC 2 pts (2 m.)

### Poule II
Résultats
- BEC bat ASPTT Bordeaux 11-0
- CAM Bordeaux bat PEC 3-0
- CAM bat ASPTT Bordeaux 4-0.
- PEC bat BEC 1-0.
- CAM Bordeaux et BEC 1-1
- Poitiers EC-ASPTT Bordeaux reporté au 18/01

Classement
1. CAM Bordeaux 8 pts
2. Bordeaux EC 6 pts
3. Poitiers EC 4 pts (2 m.)
4. ASPTT Bordeaux, 2 pts.

### Poule III
Résultats
- Royan OC bat Stade Talençais 7-0
- ASPOM bat CA Béglais 3-1
- ASPOM Bordeaux bat St. Talençais 4-0
- Royan OC b, CA Béglais 2-1
- ASPOM Bordeaux bat Royan OC 5-1
- CA Béglais bat S Talençais 7-0

Classement
1. ASPOM Bordeaux 9 pts
2. Royan OC 7 pts
3. CA Béglais 5 pts
4. S. Talençais 3 pts.

### Poule IV
Résultats
- AUC bat SMFUC 2-1
- 0. Marseille et ASPTT Béziers 2-2
- SMFUC bat ASPTT Béziers 2-1
- Aix UC bat O. Marseille 6-0
- Aix UC bat ASPTT Béziers 4-0
- O. Marseille-SMFUC reporté au 18/01

Classement
1. Aix UC 9 pts
2. SMFUC 4 pts (2 m.)
3. ASPTT Béziers 4 pts;
4. O. Marseille 3 pts (2 m.)

### Poule V
Résultats
- HBC Caladois et USC Dijon 0-0
- CSL Dijon bat ASPTT Dijon 8-0
- CSL Dijon bat HBC Caladois 7-1
- USC Dijon bat ASPTT Dijon 2-1
- USC Dijon et CSL Dijon 2-2
- ASPTT Dijon bat HBC Caladois 4-2

Classement
1. CSL Dijon 8 pts
2. USC Dijon 7 pts
3. ASPTT Dijon 5 pts
4. HBC Caladois 4 pts

### Poule VI
Résultats
- ASUL bat Rhodia Club 4-0
- CGES Lyon bat Rhodia Club Roussillon 3-0
- ASU Lyon bat CGES Lyon 5-2.

Classement
1. ASUL Vaulx-en-Velin 6 pts
2. CGES Lyon 4 pts
3. Rhodia Club Roussillon 2 pts.

### Poule VII
Résultats
- RC Strasbourg bat SR Colmar 4-2
- Strasbourg EC et SR Colmar 1-1
- RC Strasbourg bat Strasbourg EC 3-2

Classement
1. RC Strasbourg 6 pts
2. Strasbourg EC 3 pts (—1)
3. SR Colmar 3 pts (—2)

### Poule VIII
Résultats
- AIGS bat APSAP 7-0
- AIGS Vincennes bat ES Stains 9-5
- ES Stains bat APSAP 19-2

Classement
1. AIGS Vincennes 6 pts
2. ES Stains 4 pts
3. APSAP 2 pts

### Poule IX
Résultats
- RCF bat ASO Bondy 5-3
- Stade Français bat UAI 15-2
- SF bat RCF 11-2
- ASO Bondy bat UAI 7-1
- Stade français bat ASO Bondy 12-3
- Racing Club de France bat UAI 7-5

Classement
1. Stade français 9 pts
2. Racing Club de France 7 pts
3. AS Bondy 5 pts
4. UAI 3 pts

### Poule X
Résultats
- AS Drancy bat SS Voltaire 17-0
- AS Drancy bat Asnières Sp. 9-2
- Asnières Sp. bat SS Voltaire 12-1

Classement
1. Asnières Sports 6 pts
2. SS Voltaire 4 pts
3. AS Drancy disqualifiée[4]

### Poule XI
Résultats
- CSA Molière bat AS Aulnay 12-3.
- PL Conflans bat ESG Livry 25-2
- PLM Conflans bat CSA Molière 9-8
- AS Aulnay bat ES Gargan-Livry 6-3
- CSA Molière bat ESGL 16-1
- PLM Conflans bat AS Aulnay 12-3

Classement
1. PLM Conflans 9 pts
2. CSA Molière 7 pts
3. AS Aulnay 5 pts
4. ES Gargan-Livry 3 pts

## Phase finale

### Huitièmes de finale
Aucune surprise marquante n'a été enregistrée aux huitièmes à part le CAM Bordeaux qui a dû avoir recours aux  prolongations pour venir à bout de l'ASPOM Bordeaux. Toutes les autres grandes équipes se sont assez facilement qualifiées. Deux équipes se sont particulièrement mis en évidence : le PUC et l'Ecole Simon-Siegel, qui ont infligé de sévères défaites au CM Aubervilliers et au PLM Conflans :
- CA Saint-Fons b. Aix UC 3-1
- CSL Dijon b. ASU Lyon 2-1
- CAM Bordeaux b. ASPOM Bordeaux 2-1ap
- RC Strasbourg b. AIGS Vincennes 3-2
- US Métro b. Stade nantais UC 3-1
- École Simon-Siégel b. PLM Conflans 16-4
- Paris UC b. CM Aubervilliers 12-4
- Stade français b. Asnières Sports 3-1.

### Quarts de finale
Match Paris-Province, tel est le thème des quarts de finale qui ont lieu le dimanche 8 février 1953. Pour L'Équipe, les étudiantes du Paris UC qui se déplacent à Saint-Fons sont, de ce fait, quelque peu handicapées et le CA Saint-Fons est ainsi leur favori. Aucune surprise notable n’a été enregistrée aux quarts de finale. Sont ainsi qualifiés en demi-finale deux clubs parisiens, Simon Siegél et l'US Métro, et deux provinciaux, le CSL Dijon, qui s'est payé le luxe de battre à Paris le Stade Français, et le CA St-Fons, vainqueur comme prévu, du PUC :
- à Poitiers, École Simon-Siégel b. CAM Bordeaux 5-1 ;
- à Saint-Fons, CA Saint-Fons b. Paris UC 3-2
- à Paris, porte de Versailles, CSL Dijon b. Stade français 9-6 ;
- à Paris, porte de Versailles, US Métro b. RC Strasbourg 7-2.

### Demi-finales
Les demi-finales opposent, à Dijon, d’une part l'École Simon-Siégel au CA Saint-Fons, de l’autre le CSL Dijon à l'US Métro.
Dans le deuxième match, le CSL Dijon mène 3-2 à la pause mais l'US Métro égalise dès le début de la seconde mi-temps et un but de Marguerite Viala à 3 minutes de la fin du match conduit à la victoire 4-3 de l'US Métro

### Finale
La finale a été disputée le 1er mars 1953 à 16h au Stade Pierre-de-Coubertin. Le résultat est : 
- École Simon-Siégel b. US Métro 2-1 (1-1).